# 岩溪镇
岩溪镇，是中华人民共和国福建省漳州市长泰区下辖的一个乡镇级行政单位。

## 行政区划
岩溪镇下辖以下地区：
上宫社区、下宫社区、锦鳞村、上蔡村、石铭村、甘寨村、硅前村、硅后村、霞美村、湖珠村、顶山村、田头村和高濑村。